# Steinputz

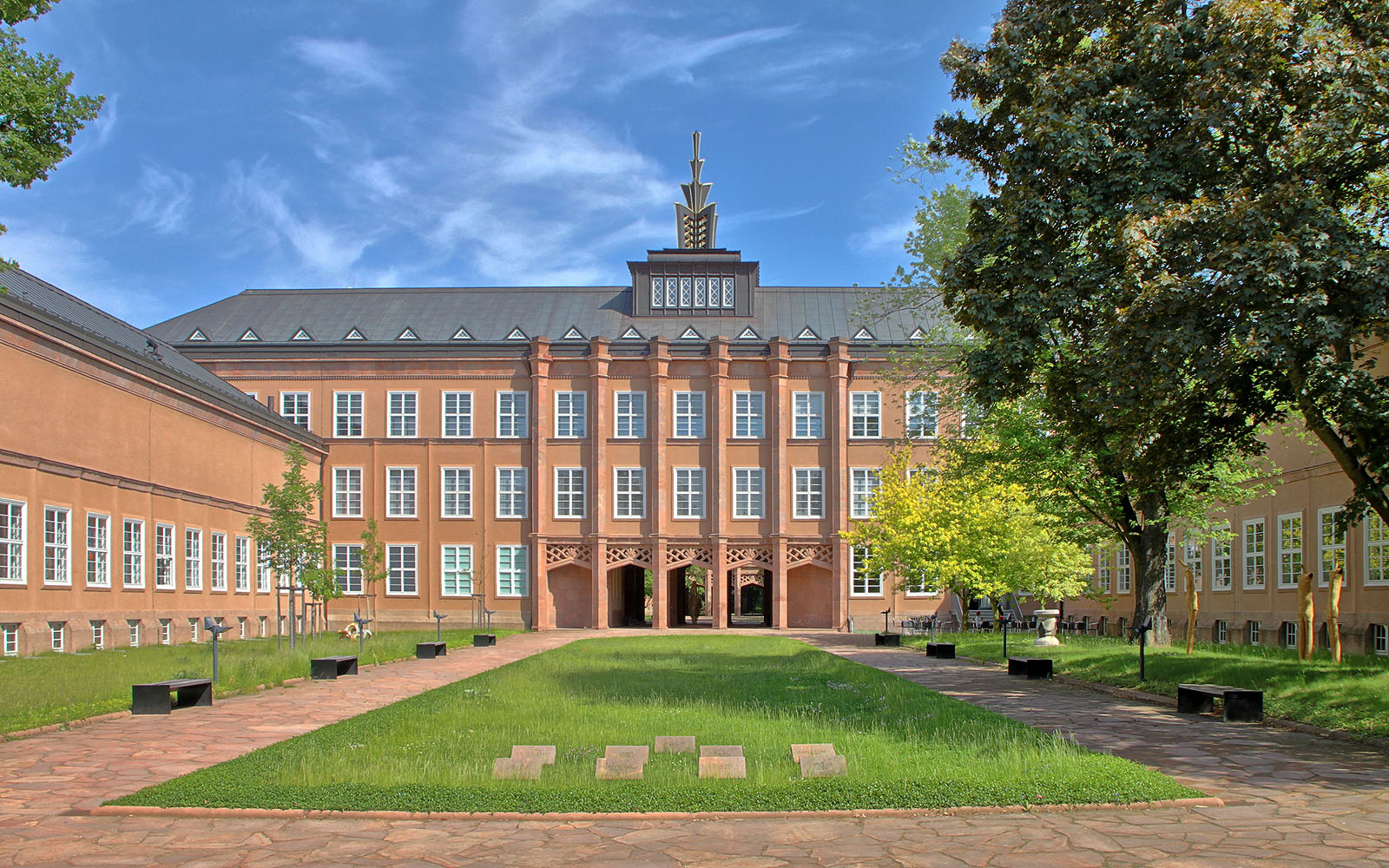
Steinputzfassade am Grassimuseum in Leipzig, 1929

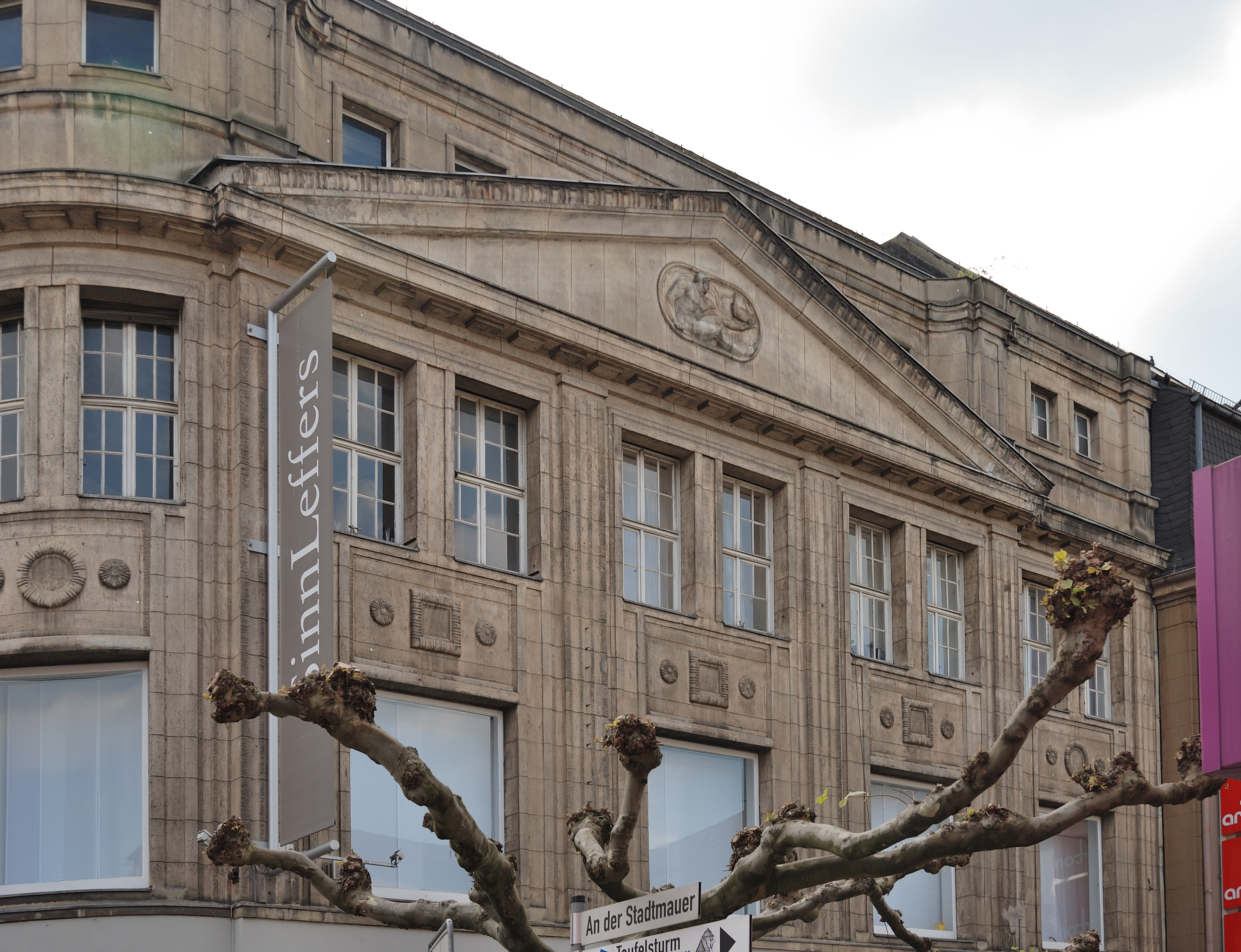
Steinputzfassade am Kaufhaus in Menden, 1913

Als Steinputz bezeichnet man einen Effektputz für den Innen- und Außenbereich der Naturstein imitiert und gewöhnlich nicht deckend übergestrichen wird.
Traditioneller Steinputz hat keine Gemeinsamkeiten mit modernem Buntsteinputz, meist ein reiner Kunstharzmörtel, der farbige Kiesel als Gesteinskörnung enthält.
Steinputz enthält Gesteinskörnungen (z. B. Marmor, Kalkstein und Glimmer) in Kornabstufungen, die passend zur gewünschten Oberflächenstruktur ausgewählt werden.
Als Bindemittel werden in der Regel Kalk und Weißzement verwendet, seltener Gips. Da die Oberfläche des Putzes in der Regel sichtbar bleibt, wird die Mischung durch Zugabe von alkalibeständigen Pigmenten eingefärbt (häufig Ocker oder Oxide). 
Struktur, Oberfläche und Farbgebung sind charakteristische Eigenschaften des Steinputzes. Steinputz wird im Außenbereich nach der Aushärtung häufig durch den Steinmetz bearbeitet, um die Struktur einer Natursteinoberflächen nachzubilden. 
Eine sehr detailreiche und aufwändige Steinputzfassade besitzt z. B. das 1914 errichtete Kaufhaus in Menden.
In den 50er und 60er Jahren wurden in Deutschland die Hauseingänge sowie Gewände und Faschen von Fenstern vieler Gebäude mit Steinputz gestaltet, der scharriertem Werkstein nachgebildet wurde.
Gut ausgeführter Steinputz ist hart, robust und beständig.
Er ist lange haltbar und nimmt nur wenig Wasser auf.
Wandflächen können mit Steinputz so gestaltet werden, als seien sie aus Granit oder Schiefer. Zur Imitation von Marmor werden hingegen eher feine und geglättete Gips- oder Kalkputze verwendet, siehe Stuckmarmor. Farbabstufungen, Oberflächenverarbeitungen und Auftragstechniken lassen sich miteinander kombinieren und zum Beispiel mit Ornamenten und Stempeltechniken individualisieren.
Die Oberflächen vom Kaminen, Kachelöfen, Einbauschränke und auch Wandflächen von Nassräumen lassen sich mit Steinputz gestalten. 